# Akropolis-Turnier 1997
Die 11. Auflage des Akropolis-Basketball-Turniers 1997 fand zwischen dem 12. und 14. Juni 1997 in Piräus statt. Ausgetragen wurden die insgesamt sechs Spiele im Stadion des Friedens und der Freundschaft.
Neben der gastgebenden Griechischen Nationalmannschaft nahmen auch die Nationalmannschaften aus Deutschland, Frankreich sowie Italien teil. Während es für Deutschland (nach 1996) und Frankreich die zweite Teilnahme am Akropolis-Turnier war, nahmen die Italiener zum bereits siebten Mal teil und konnten erstmals das Turnier für sich entscheiden.
Für das deutsche Nationalteam nahmen folgende Spieler am Turnier teil: Vladimir Bogojevič, Patrick Femerling, Henning Harnisch, Sascha Hupmann, Alexander Kühl, Nicklas Lütcke, Jürgen Malbeck, Tim Nees, Ademola Okulaja, Marko Pešić, Henrik Rödl, Denis Wucherer.
Als MVP des Turniers wurde der Grieche Carlton Myers ausgezeichnet.

## Begegnungen
| 12. Juni 1997 | Italien      | 71 - 56 | Frankreich   |
| 12. Juni 1997 | Griechenland | 83 - 65 | Deutschland  |
| 13. Juni 1997 | Italien      | 69 - 56 | Deutschland  |
| 13. Juni 1997 | Griechenland | 82 - 70 | Frankreich   |
| 14. Juni 1997 | Deutschland  | 78 - 85 | Frankreich   |
| 14. Juni 1997 | Italien      | 84 - 77 | Griechenland |

## Tabelle
| Rang | Land         | Punkte | Körbe   |
| ---- | ------------ | ------ | ------- |
| 1    | Italien      | 6      | 224-189 |
| 2    | Griechenland | 5      | 242-219 |
| 3    | Frankreich   | 4      | 211-231 |
| 4    | Deutschland  | 3      | 199-237 |